# دائرتا فيلاركو

صورة متحركة تظهر مبدأ إنشاء دوائر فيلاركو من قطع كعكة بمستوي

في الهندسة الرياضية، دائرتي فيلاركو (بالإنجليزية: Villarceau circles)‏ هي زوج من الدوائر تنتج عن قطع شكل كعكة (بالإنجليزية: torus)‏ بمستوي يمر بشكل مائل من مركزها عند الزاوية المناسبة. 
في كل نقطة P من الطارة k يمر 3 ازواج من الدوائر التي يتم الحصول عليها كمقاطع لللطارة k باستخدام 3 مستويات:
- مستوى افقي , أي موازي لدوائر العرض
- مستوى رأسي يمر بمركز k
- مستوى مائل يمر بمركز k. يتكون المقطع في هذه الحالة من دائرتي فيلاركو. سميت هذه الدوائر على اسم الرياضياتي الفرنسي فيلاركو [الإنجليزية] (1813–1883).

## روابط خاريجة
- Yvon-Villarceau Circle Equivalents on Dupin Cyclides